# Lutreolina
Lutreolina és un gènere de marsupials de la família dels opòssums (Didelphidae). Conté dues espècies vivents i una d'extinta, totes oriündes de Sud-amèrica. Es tracta d'animals nocturns i crepusculars que viuen a armenteres o selves de muntanya. S'alimenten principalment d'animals petits, però també consumeixen petites quantitats de matèria vegetal. El nom genèric Lutreolina significa ‘semblant a una llúdria’ en llatí.